# Winikton
Winikton är en ort i Mexiko.   Den ligger i kommunen Tenejapa och delstaten Chiapas, i den sydöstra delen av landet, 800 km öster om huvudstaden Mexico City. Winikton ligger 2 140 meter över havet och antalet invånare är 466.
Terrängen runt Winikton är huvudsakligen kuperad, men norrut är den bergig. Runt Winikton är det ganska tätbefolkat, med 155 invånare per kvadratkilometer. Närmaste större samhälle är San Cristóbal de las Casas, 17,9 km sydväst om Winikton. I omgivningarna runt Winikton växer i huvudsak städsegrön lövskog.